# Ambleville (Dolina Oise)
Ambleville – miejscowość i gmina we Francji, w regionie Île-de-France, w departamencie Dolina Oise.
Według danych na rok 2005 gminę zamieszkiwało 359 osób, a gęstość zaludnienia wynosiła 45 osób/km² (wśród 1287 gmin regionu Île-de-France Ambleville plasuje się na 916. miejscu pod względem liczby ludności, natomiast pod względem powierzchni na miejscu 490.).

## Bibliografia

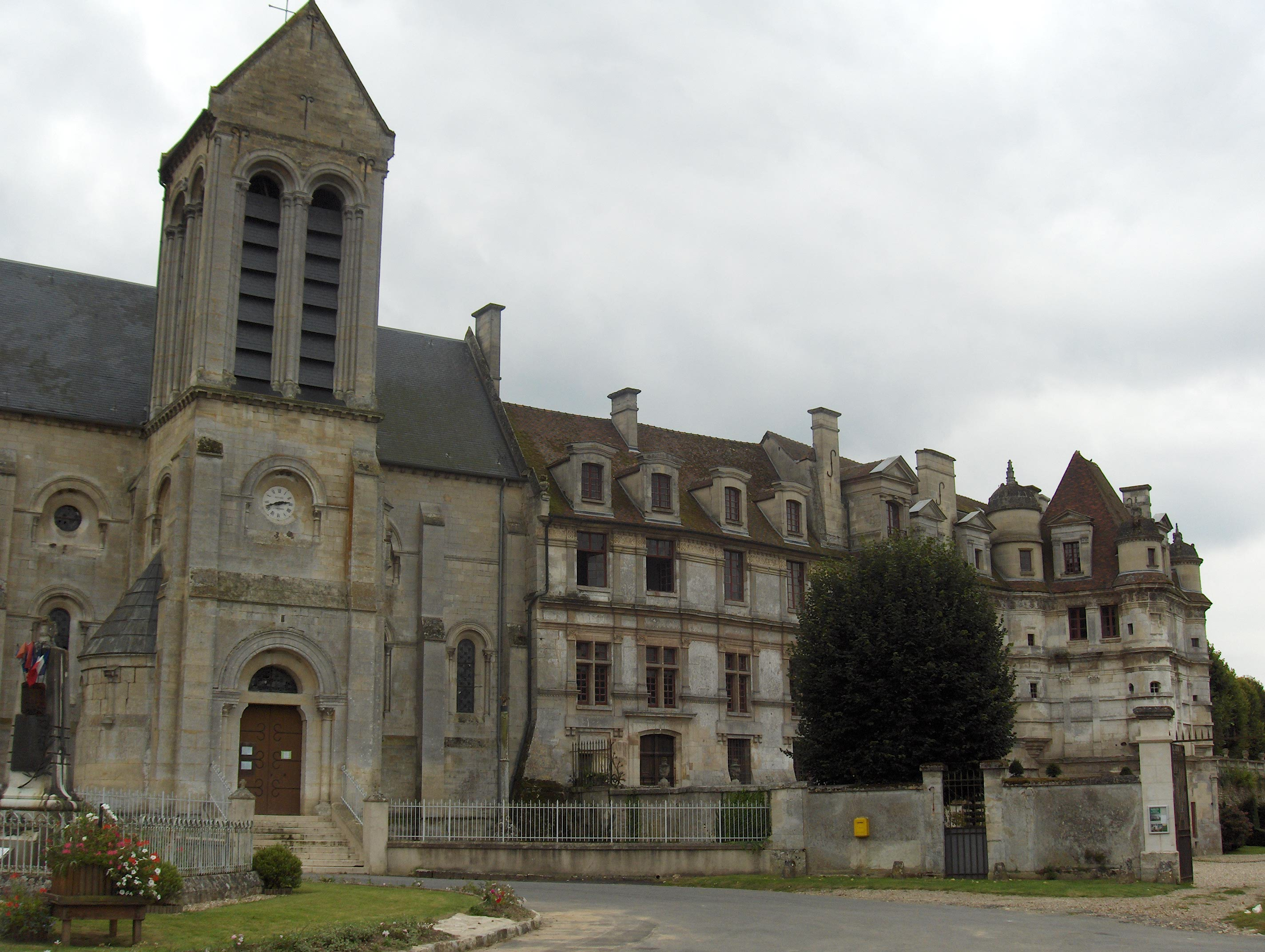